# 11-Deoxycortisol
11-Deoxycortisol, còn được gọi là cortodoxone (INN) hoặc cortexolone, cũng như 17α, 21-dihydroxyprogesterone hoặc 17α, 21-dihydroxypregn-4-ene-3,20-dione,  là một glucocorticoid hormone steroid. Nó được tổng hợp đầu tiên bởi Tadeusz Reichstein, và cũng được gọi là Chất của Reichstein.
Vào ngày 05 tháng 4 năm 1952, nhà hóa sinh Durey Peterson và vi trùng học Herbert Murray tại Upjohn công bố báo cáo đầu tiên của một bước đột phá lên men quá trình cho vi khuẩn 11α-oxy steroid (ví dụ như progesterone) trong một bước duy nhất bằng cách thông thường khuôn mẫu của trật tự Mucorales. 11-oxy hóa hợp chất S tạo ra 11α-hydrocortison, có thể được oxy hóa hóa thành cortisone, hoặc chuyển đổi bằng các bước hóa học tiếp theo thành 11β-hydrocortison (cortisol).
11-Deoxycortisol hoạt động như một glucocorticoid, mặc dù ít mạnh hơn cortisol. Nó có thể được tổng hợp từ 17α-hydroxyprogesterone. Khi thiếu 11β-hydroxylase, nồng độ 11-deoxycortisol tăng đột ngột, gây tăng huyết áp (trái ngược với thiếu 21-hydroxylase, trong đó bệnh nhân bị huyết áp thấp do thiếu khoáng chất).
11-Deoxycortisol cũng có thể được chuyển đổi thành androstenedione. Điều này có thể giải thích, ít nhất là một phần, sự gia tăng rõ rệt nồng độ androstenedione trong tình trạng thiếu 11β-hydroxylase.